# Полідепортіво
«Полідепортіво Ехідо» (ісп. Polideportivo Ejido) — іспанський футбольний клуб з міста Ель-Ехідо, заснований у 1969 році. У 2012 році припинив своє існування.